# Präparierschere

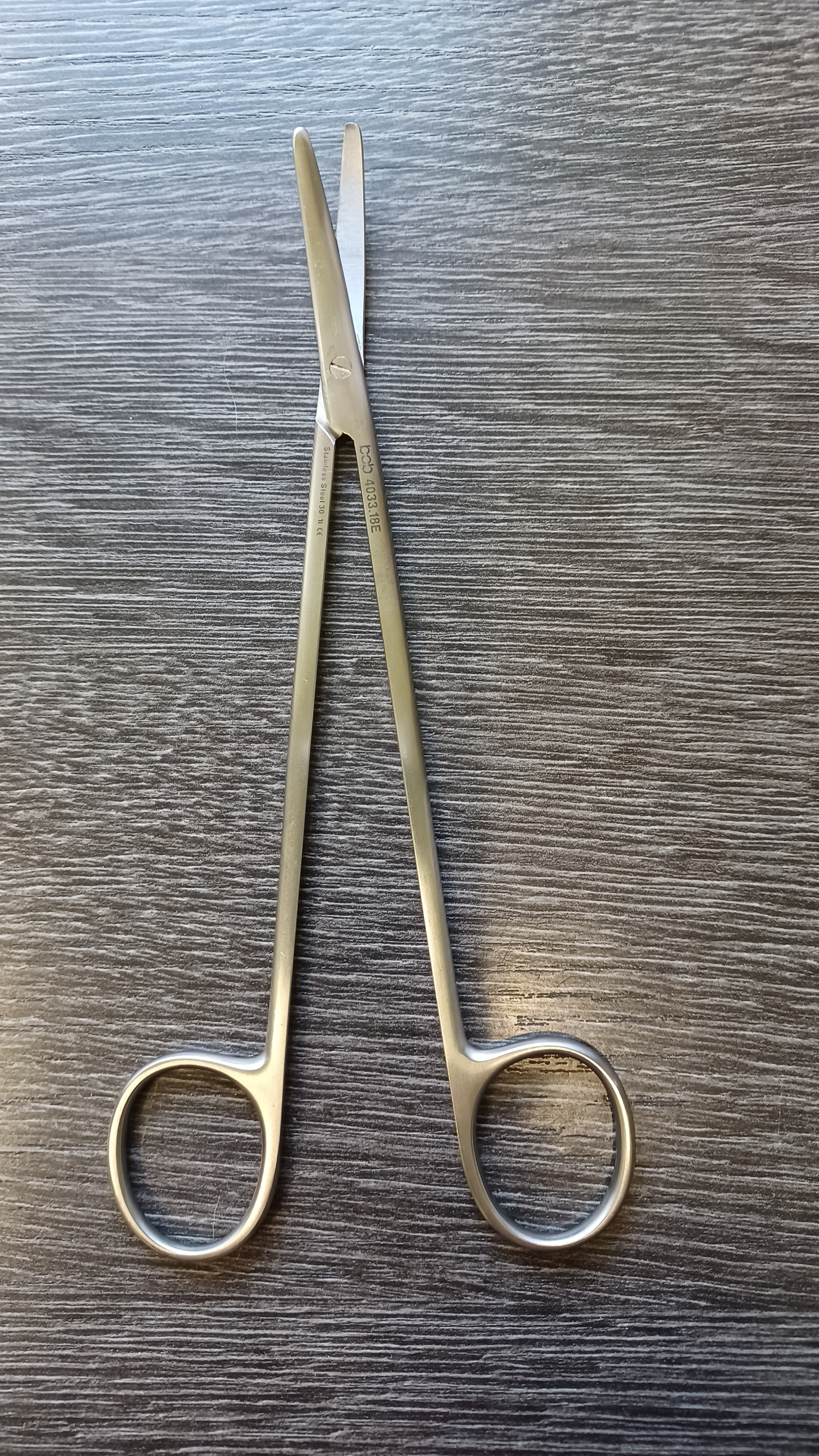
Gebogene Präparierschere nach Metzenbaum

Die Präparierschere ist eine chirurgische Schere, die für die folgenden Operationsarbeiten benutzt wird:
- Durch Schließen der Schere, also durch ein normales Schneiden mit den Schneidekanten, können Gewebe und Gefäße in der Operationswunde durchtrennt werden.
- Durch so genannte „Scherenschläge“ nach außen (Spreizen der Schere) können Gewebe, Gefäße oder Organe stumpf frei präpariert werden.
- Auch mit der geschlossenen Schere kann, wie mit einem Elevatorium, stumpf präpariert werden.

Typische Formmerkmale von Präparierscheren sind ihre abgerundeten Schneideblätter und Schneideblattspitzen sowie die vollkommene Überdeckung der Schneideblätter in geschlossenem Zustand, so dass die Schere als Präparierinstrument ohne scharfe Kanten verwendet werden kann. Hierdurch wird die Gefahr der Traumatisierung beim stumpfen Präparieren minimiert. Der häufigste Bautyp ist die Präparierschere nach Metzenbaum. Die Präparierschere nach Weller hat kurze Scherblätter und lange Griffe, so dass sie sich sehr gut zum Präparieren in der Tiefe eignet. Weitere Bautypen sind die nach Mayo und die nach Ragnell.